# IC 3973
IC 3973 је спирална галаксија у сазвјежђу Береникина коса која се налази на листи објеката дубоког неба у Индекс каталогу.
Деклинација објекта је + 27° 53' 6" а ректасцензија 12h 59m 30,7s. Привидна величина (магнитуда) објекта IC 3973 износи 14,4 а фотографска магнитуда 15,4. IC 3973 је још познат и под ознакама CGCG 160-228, DRCG 27-103, PGC 44612.